# Ugrinovci, Zemun
Ugrinovci (izvirno srbsko Угриновци) je naselje v Srbiji, ki upravno spada pod Mestno občino Zemun; slednja pa je del Mesta Beograd.

## Demografija
V naselju, katerega izvirno (srbsko-cirilično) ime je Угриновци, živi 5640 polnoletnih prebivalcev, pri čemer je njihova povprečna starost 37,3 let (36,6 pri moških in 38,0 pri ženskah). Naselje ima 2102 gospodinjstev, pri čemer je povprečno število članov na gospodinjstvo 3,42.
To naselje je, glede na rezultate popisa iz leta 2002, večinoma srbsko, a v času zadnjih 3 popisov je opazen porast števila prebivalcev.
|  |

| Demografija | Demografija     | Demografija     |
| Leto        | Št. prebivalcev | Št. prebivalcev |
| ----------- | --------------- | --------------- |
|             |                 |                 |
|             |                 |                 |
|             |                 |                 |
|             |                 |                 |
| 1948        | 1769            |                 |
| 1953        | 1728            |                 |
| 1961        | 1895            |                 |
| 1971        | 2258            |                 |
| 1981        | 3278            |                 |
| 1991        | 4104            | 4007            |
| 2002        | 7352            | 7199            |
|             |                 |                 |

| Etnična sestava po popisu iz leta 2002 | Etnična sestava po popisu iz leta 2002 | Etnična sestava po popisu iz leta 2002 | Etnična sestava po popisu iz leta 2002 | Etnična sestava po popisu iz leta 2002 |
| -------------------------------------- | -------------------------------------- | -------------------------------------- | -------------------------------------- | -------------------------------------- |
| Srbi                                   | Srbi                                   |                                        | 7.007                                  | 97,33%                                 |
| Romi                                   | Romi                                   |                                        | 40                                     | 0,55%                                  |
| Jugoslovani                            | Jugoslovani                            |                                        | 25                                     | 0,34%                                  |
| Makedonci                              | Makedonci                              |                                        | 21                                     | 0,29%                                  |
| Hrvati                                 | Hrvati                                 |                                        | 16                                     | 0,22%                                  |
| Muslimani                              | Muslimani                              |                                        | 16                                     | 0,22%                                  |
| Črnogorci                              | Črnogorci                              |                                        | 9                                      | 0,12%                                  |
| Ukrajinci                              | Ukrajinci                              |                                        | 6                                      | 0,08%                                  |
| Rusi                                   | Rusi                                   |                                        | 4                                      | 0,05%                                  |
| Madžari                                | Madžari                                |                                        | 3                                      | 0,04%                                  |
| Slovaki                                | Slovaki                                |                                        | 2                                      | 0,02%                                  |
| Bunjevci                               | Bunjevci                               |                                        | 2                                      | 0,02%                                  |
| Čehi                                   | Čehi                                   |                                        | 1                                      | 0,01%                                  |
| Slovenci                               | Slovenci                               |                                        | 1                                      | 0,01%                                  |
| Rusini                                 | Rusini                                 |                                        | 1                                      | 0,01%                                  |
| Neznano                                | Neznano                                |                                        | 16                                     | 0,22%                                  |